# Stazione di Lavena
La stazione di Lavena era una fermata ferroviaria posta sulla linea Ghirla-Ponte Tresa. Serviva il centro abitato di Lavena, frazione del comune di Lavena Ponte Tresa.